# Dominic Nguyễn Tuan Anh
Dominic Nguyễn Tuan Anh (ur. 9 kwietnia 1972 w Tam Hiệp) – wietnamski duchowny rzymskokatolicki, biskup pomocniczy Xuân Lộc od 2024 

## Życiorys

### Prezbiterat
Święcenia kapłańskie otrzymał 30 września 2005. Został inkardynowany do diecezji Xuân Lộc. W  latach 2006-2013 studiował  teologię moralną w Instytucie Katolickim w Paryżu uzyskując tytuł licencjata teologii. Swoje kompetencje w teologii moralnej poszerzył na L'Ateneo de Manila University na Filipinach, gdzie przebywał w latach 2015-2020.
W latach 2013-2015 oraz do 2024 był profesorem w Wyższym Seminarium Duchownym św. Józefa w Xuân Lộc.
Od 2021 do momentu nominacji  pełnił  również  urząd wikariusza generalnego rodzimej diecezji

### Episkopat
24 sierpnia 2024 papież Franciszek prekonizował go biskupem pomocniczym  Xuân Lộc ze stolicą tytularną Thimida Regia. Sakry udzielił mu 9 października 2024 biskup Xuân Lộc John Đỗ Văn Ngân.   